# 塞馬湖
塞馬湖（芬蘭語：Saimaa）是芬蘭最大的湖泊，也是歐洲第四大自然淡水湖泊，位於芬蘭的东南部。它是在大冰期后期由冰川溶化而形成的。湖岸边的主要城市有拉彭蘭塔、伊馬特拉、萨翁林纳、米凱利、瓦尔考斯和約恩蘇。沃克西河从塞马湖流出并注入到拉多加湖。湖面上岛屿众多，狭窄的水道链接着湖泊的众多部分，每个部分有着自己的名字。由此，塞马湖体现了芬兰所有主要湖泊类型，并且水体富营养化程度不一。
从拉彭蘭塔到维堡的塞马运河连接着塞马湖和芬兰湾。其它一些运河把塞马湖和芬兰东部的小型湖泊连在一起，并形成一套水道网络。这些水道主要用于运输木材、矿物、金属原材料、木浆和其它货物，但是游客也会使用这些水道。
塞馬湖也是世界上三種淡水海豹之一塞馬環斑海豹的唯一棲息地。生活在塞马湖的另一个濒危物种是塞马鲑鱼。

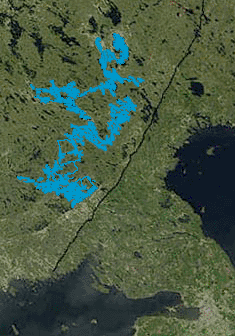
塞馬湖的衛星圖片(左上角處)，芬蘭灣在照片底部，右方則為拉多加湖，中間黑線是俄羅斯與芬蘭的邊界
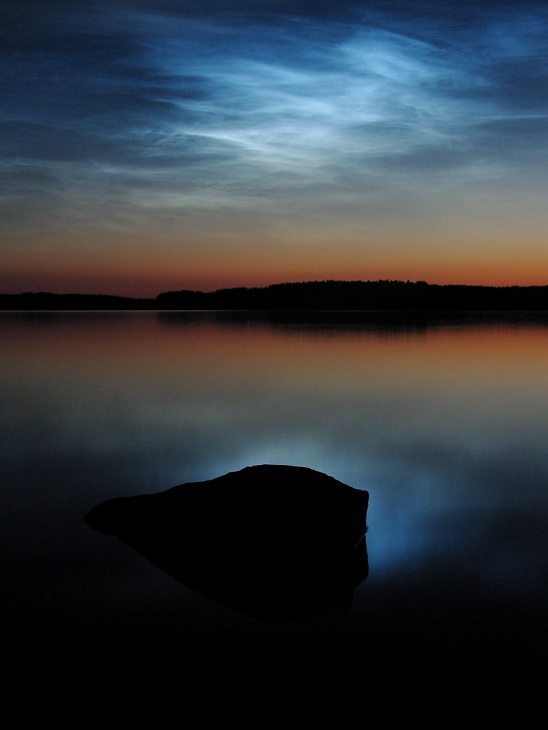
在塞马湖上空发生的夜光云